# Floreal (pel·lícula)
Floreal (títol original: Fiorile) és una pel·lícula italiana de 1993, dirigida pels germans Paolo Taviani i Vittorio Taviani, i protagonitzada per l'actor Michael Vartan, entre d'altres. Va ser filmada a Toscana. Ha estat doblada al català.
El títol Floreal fa referència al més del calendari republicà francès Floreal (flor), que va des del 20 d'abril al 20 de maig.

## Argument
Es basa en la història de la família Benedetti, segons una vella història, que data de l'època napoleònica, la seva família té una maledicció des de fa 200 anys, el pare no hi creu. La maledicció es produeix quan un jove anomenada Elisabette 'Fiorile' Benedetti descobreix que el seu germà Corrado és culpable de l'execució del seu estimat, un oficial francès anomenat Jean. La jove decideix tirar una maledicció perquè cap dels descendents del seu germà sigui feliç o s'enamori. Dos-cents anys després un pare porta als seus fills i a la seva família a Florència a visitar al seu pare, que és l'últim descendent de Corrado. En arribar contínua explicant-los la història, encara que desconeix el final, no sap si la maledicció continua, tot quedarà en mans dels nens de la casa del seu avi i si podria finalitzar o continuar.

## Repartiment

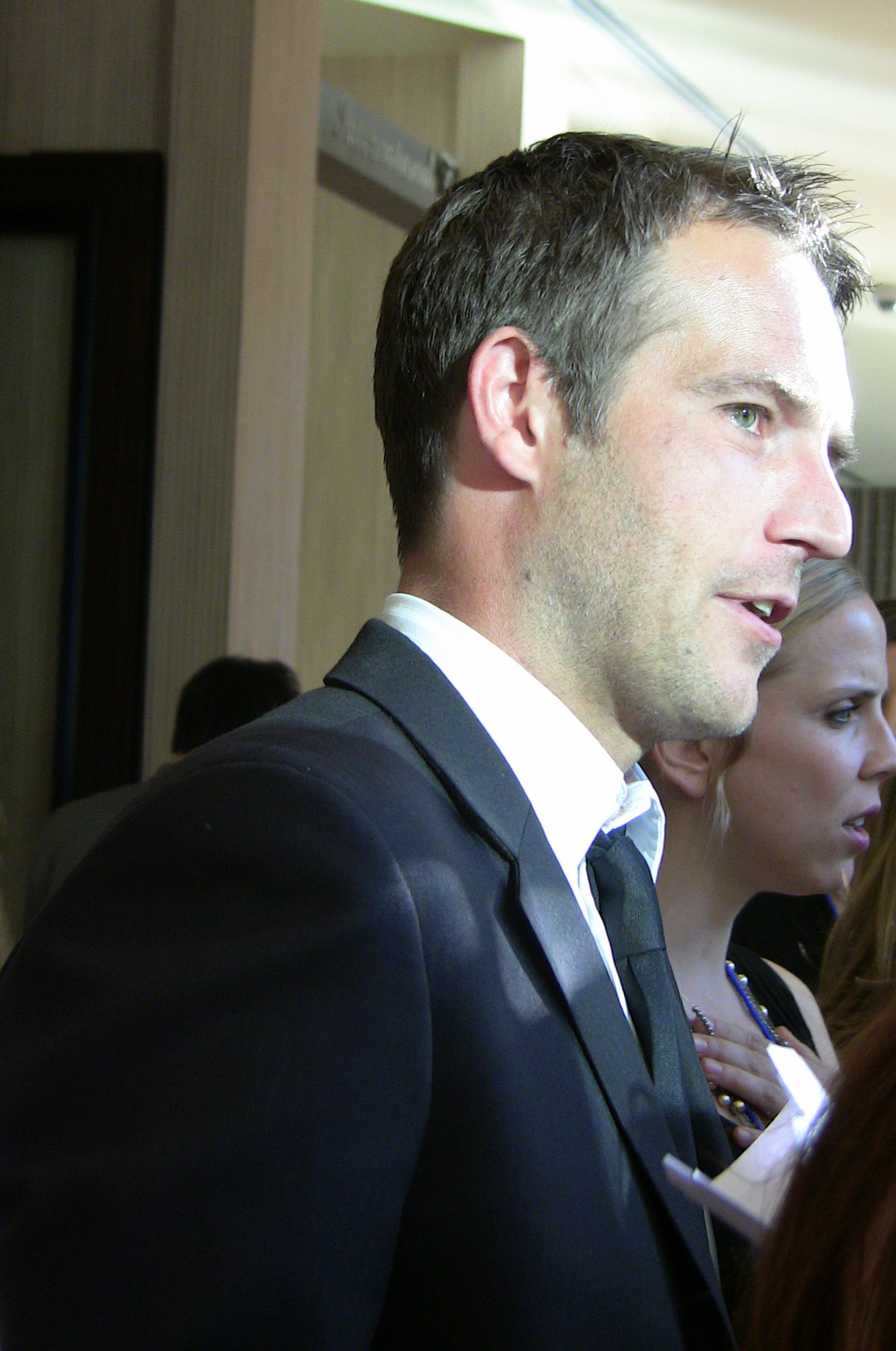
Michael Vartan tenia 24 anys quan va personificar al capità francès Jean i a l'estudiant de filosofia Massimo Benedetti.

- Claudio Bigagli: Corrado / Alessandro.
- Galatea Ranzi: Elisabette / Elisa.
- Michael Vartan: Jean / Massimo Benedetti.
- Lli Capolicchio: Luigi Benedetti.
- Constanze Engelbrecht: Juliette, esposa de Luigi.
- Elisa Giami: Simona Benedetti (nena).
- Ciro Esposito: Emilio Benedetti (nen).
- Athina Cenci: Gina.
- Giovanni Guidelli: Elio.
- Norma Martelli: Livia.
- Pier Paolo Capponi: Duilio.
- Chiara Caselli: Chiara (promesa de Massimo).
- Renato Carpentieri: Massimo Benedetti (avi).
- Carlo Lucca De Ruggieri: Renzo (germà d'Elisa).
- Laura Scarimbolo: Alfredina (mucama del jove Massimo)

## Premis i nominacions
- 1993: Festival de Cannes: Nominada a la Palma d'Or (millor pel·lícula)
- 1992: Premis David di Donatello: Millor disseny de producció. 5 nominacions